# Køng Sogn (Assens Kommune)
Køng Sogn ist eine Kirchspielgemeinde (dän.: Sogn)
auf der Insel Fyn (dt.: Fünen)
im südlichen Dänemark. Bis 1970 gehörte sie zur Harde Båg Herred im damaligen Odense Amt, danach zur Glamsbjerg Kommune im
Fyns Amt, die im Zuge der Kommunalreform zum 1. Januar 2007 in der
Assens Kommune in der Region Syddanmark aufgegangen ist. Bis zur Abschaffung der dänischen Kirchenbezirke zum 1. Oktober 2010 existierte innerhalb des Køng Sogn noch der Glamsbjerg Kirkedistrikt, der zu diesem Termin im Sogn aufgegangen ist.
Im Kirchspiel leben 3774 Einwohner, davon 3322 im ehemaligen Kommunenzentrum Glamsbjerg (Stand: 1. Januar 2025).
Im Kirchspiel liegen die Kirchen „Køng Kirke“ und „Glamsbjerg Kirke“.
Nachbargemeinden sind im Süden Hårby Sogn, im Westen Flemløse Sogn, im Nordwesten Søllested Sogn und Ørsted Sogn und im Osten Verninge Sogn, ferner in der östlich gelegenen Faaborg-Midtfyn Kommune Nørre Broby Sogn.
Nordwestlich von Kong wurde ein großes Urnengräberfeld der Eisenzeit ausgegraben. 